# Бестужев Петро Олександрович
Бестужев Петро Олександрович (березень 1804 — 22 серпня 1840) — декабрист, брат Олександра Олександровича Бестужева, Миколи Олександровича Бестужева та Олександра Олександровича Бестужева. Мемуарист.

## Біографія
Мічман 27 флотського екіпажу, ад'ютант командира Кронштадтського порту і військового коменданта Крондштадту.
Член Північного товариства, учасник повстання на Сенатській площі 14 грудня 1825 року. Заарештований 15 грудня 1825 року та ув'язнений в Олексіївському равеліні Петропавлівської фортеці у Петербурзі. Засуджений за 11 разрядом і разжалуваний до рядового солдата, відісланий у віддалений гарнізон. 22 липня 1826 — відправлений до Кизилського гарнізону. 1 лютого 1827 — переведений до Ширванського полку. 1826 — 1827 — учасник російсько-перської війни 1826—1828 рр.. У період 1828 — 1829 років — учасник російсько-турецької війни.
В травні 1832 року звільнений за пораненнями від служби (в дійсності захворів тяжкою психічною хворобою) та відданий під опіку матері, Бестужевої П. М. Мешкав під наглядом в маєтку Сольци Новгородської губернії. В'їжджати до столиці йому заборонили. В липні 1840 року за клопотанням матері поміщений до лікарні Усіх скорботних, де він і помер.